# John Romita Jr.
John Salvatore Romita Jr. o junior (New York, 17 agosto 1956) è un fumettista statunitense con origini italiane.
John Romita Jr. firma spesso le sue tavole con l'acronimo JRJR.

## Carriera
Figlio del celebre John Romita Sr., Romita Jr. inizia la sua carriera per la Marvel UK disegnando le copertine di alcune ristampe. Il suo primo lavoro è datato 1977 e appare in Amazing Spider-Man Annual n. 11, con una storia di sei pagine intitolata Caos al Coffee Bean.
Un anno dopo la popolarità di Romita sale grazie alla collaborazione con David Michelinie sulla serie di Iron Man. Nei primi anni ottanta diventa il disegnatore regolare di Amazing Spider-Man e inoltre lancia Dazzler nell'universo Marvel. Insieme a Roger Stern ha co-creato per l'Uomo Ragno il malvagio Hobgoblin. Poi, dal 1983 al 1986, disegna per Uncanny X-Men con Dan Green, dove ritornerà nel 1993.
Successivamente Romita collabora con Frank Miller per una storia di Devil, e negli anni novanta disegna diverse storie e personaggi: Thor, Iron Man, The Punisher War Zone, una miniserie di Cable e Hulk scritto da Bruce Jones.
A metà anni novanta ritorna a disegnare l'Uomo Ragno, prima sulla collana Spider-Man e successivamente su The Amazing Spider-Man, su cui resterà fino al 2004. Quando l'abbandona, disegna le saghe Nemico Pubblico e Agente dello S.H.I.E.L.D. in Wolverine (2004-2005), su testi di Mark Millar. Nel 2007 disegna la miniserie portante del crossover World War Hulk.
Romita pubblica con la Image Comics The Gray Area (2004), il suo primo progetto creator-owned.
Nel 2008 torna su The Amazing Spider-Man, in coppia con lo scrittore Dan Slott. Nuovamente insieme a Mark Millar, sempre nel 2008, realizza la miniserie Kick-Ass, pubblicata sotto l'etichetta Icon Comics della Marvel, a cui faranno seguito Kick-Ass 2, Hit-Girl e Kick-Ass 3. Nel 2010 diventa il disegnatore della serie Avengers con lo scrittore Brian M. Bendis.
Tra il 2013 e 2014, disegna le storie del settimo volume di Capitan America, scritte da Rick Remender.
Nel luglio 2013 la DC Comics offre a Romita Jr. la possibilità di lavorare sul personaggio di Superman in coppia con Geoff Johns, occasione colta al volo dal disegnatore americano. Conclusa le gestione su Superman, Romita battezza con Scott Snyder la nuova iterazione della serie All Star Batman e Robin. Successivamente illustra alcuni numeri (sia cover che interni) di Suicide Squad.